# Municipio de South Bloomfield
El municipio de South Bloomfield (en inglés: South Bloomfield Township) es un municipio ubicado en el condado de Morrow en el estado estadounidense de Ohio. En el año 2010 tenía una población de 1752 habitantes y una densidad poblacional de 26,1 personas por km².

## Geografía
El municipio de South Bloomfield se encuentra ubicado en las coordenadas 40°22′54″N 82°40′48″O / 40.38167, -82.68000. Según la Oficina del Censo de los Estados Unidos, el municipio tiene una superficie total de 67.14 km², de la cual 67.06 km² corresponden a tierra firme y (0.12%) 0.08 km² es agua.

## Demografía
Según el censo de 2010, había 1752 personas residiendo en el municipio de South Bloomfield. La densidad de población era de 26,1 hab./km². De los 1752 habitantes, el municipio de South Bloomfield estaba compuesto por el 96.86% blancos, el 0.68% eran afroamericanos, el 0.11% eran amerindios, el 0.34% eran asiáticos, el 0.06% eran isleños del Pacífico, el 0.29% eran de otras razas y el 1.66% pertenecían a dos o más razas. Del total de la población el 1.03% eran hispanos o latinos de cualquier raza.